# 1923 a vasúti közlekedésben
Ez a szócikk a 1923-ban történt vasúti eseményeket mutatja be.

## Események Magyarországon
- Május 31. - Sopronban megszűnt a villamos közlekedés[1]
- Október 31. - Budapest-Nyugati és Dunakeszi-Alag állomás között végighaladt a Kandó-féle fázisváltós villamosmozdony.[1]